# Апоцинин
Апоцинин, или ацетованилон (англ. apocynin, acetovanillone) — фенол, ароматическое соединение растительного происхождения, по структуре близкое к ванилину. Обладает различными фармакологическими свойствами благодаря ингибированию про-оксидативного фермента NADPH-оксидазы.

## История

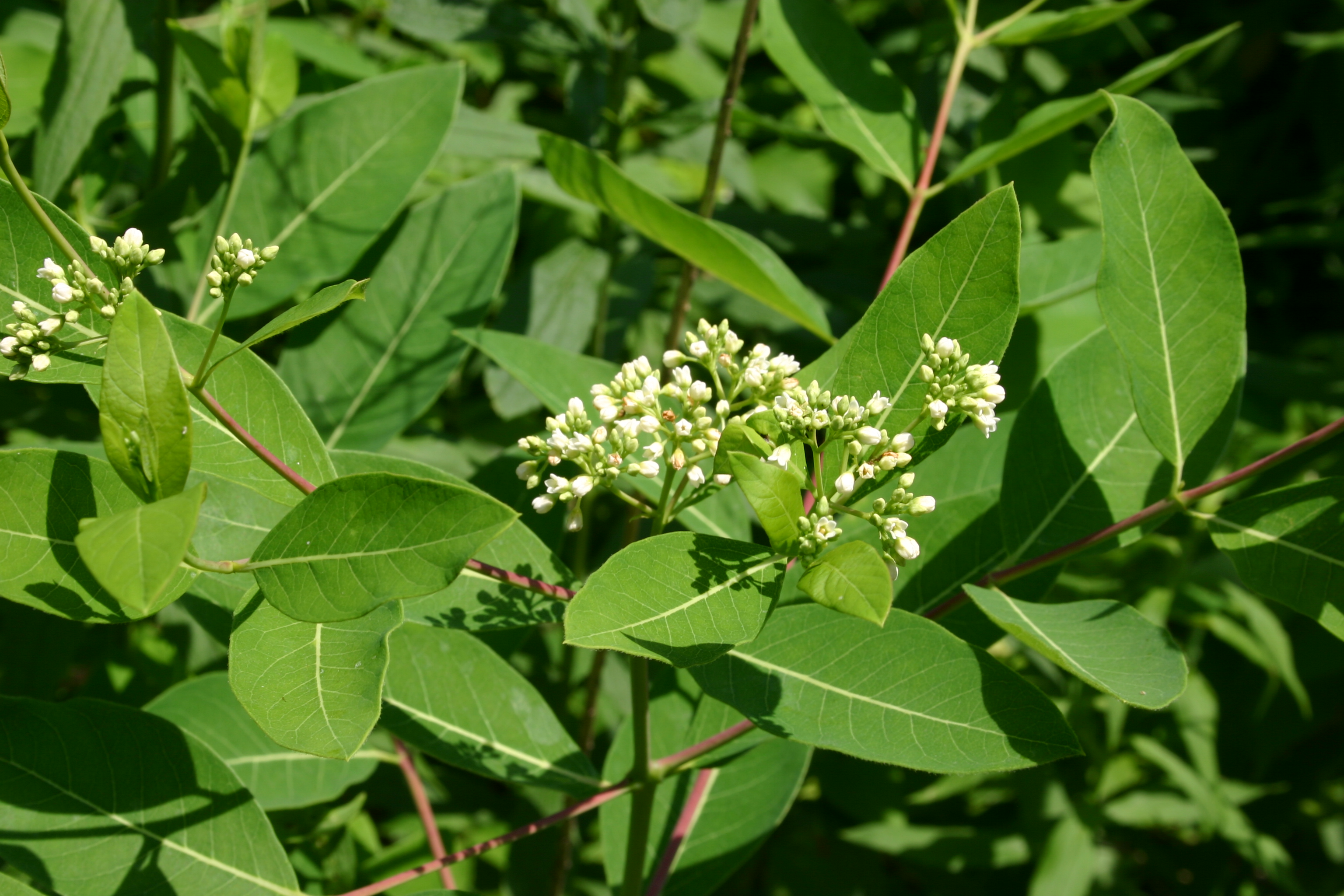
Apocynum cannabinum.

Апоцинин был описан в 1883 году немецким фармакологом Освальдом Шмидебергом. Апоцинин был впервые получен из корней кутры коноплёвой (Apocynum cannabinum), которая уже была известна как эффективное средство против отёка и заболеваний сердца. В 1971 году апоцинин был получен из небольшого высокогорного растения Picrorhiza kurroa, произрастающего в западных Гималаях и использовавшегося там для лечения заболеваний печени и сердца, желтухи и астмы. В 1990 году был получен фармакологически чистый апоцинин, что позволило показать, что противовоспалительная активность апоцинина связана с его способностью предотвращать образование активных форм кислорода.

## Физические свойства
Слаборастворим в холодной воде, но хорошо растворяется в горячей воде, спирте, бензоле, хлороформе и эфире. При кристаллизации из воды образует тонкие игольчатые кристаллы. Обладает слабым запахом ванили.

## Механизм действия
Апоцинин является ингибитором фермента НАД-H-оксидазы фагоцитарных клеток, таких как макрофаги и лейкоциты. Фактически сам апоцинин является предшественником активного компонента-ингибитора. Мономерный апоцинин под действием клеточных пероксидаз (в основном, видимо, миелопероксидазы) и перекиси водорода переходит в димерное состояние, которое способно ингибировать НАД-H-оксидазы. По этой причине апоцинин активен in vivo и в клеточной культуре фагоцитарных клеток, но не действует в культуре нефагоцитарных клеток, в которых отсутствует миелопероксидаза, и где способен даже вызывать обратный — про-оксидативный — эффект.

## Потенциальное использование в медицине
Существенными препятствиями к медицинскому использованию апоцинина является его быстрая элиминация и плохая биодоступность. Недавно разработанные наночастицы твердого липида на основе хитозана позволили устранить такие препятствия. 
Возможно тогда апоцинин  можно будет использовать против целого ряда заболеваний связанных с воспалением.
Против артрита: Нейтрофилы являются ключевым компонентом патогенеза коллаген-индуцированного артрита, а также механизмов воспаления суставов. Действие апоцинина уменьшает присутствие таких клеток до того, как воспаление началось, хотя не может обратить вспять воспаление, которое уже присутствует. 
Воспалительные заболевания кишечника : Доказано, что лечение апоцинином у крыс уменьшает повреждение толстой кишки, снижая ферментативную активность миелопероксидазы, которая связана с воспалением. Кроме того, апоцинин также уменьшил количество макрофагов и полиморфноядерных лейкоцитов в толстой кишке.
Как противоастматическое: Считается, что антиастматическое воздействие апоцинина обусловлено его вмешательством в определенные воспалительные процессы. 
Атеросклероз. Апоцинин используется для лечения атеросклероза с целью предотвращения этого заболевания в эндотелиальных клетках
При хроническом заболевании почек апоцинин хоть и не проявлял способности снижать высокое кровяное давление, характерное для хронического заболевания почек, однако подавлял профибротические и воспалительные процессы
Для омоложения кожи путем повышения способности клетки к конкуренции за счет активации синтеза коллагена COL17A1